# Kerékpározás az 1992. évi nyári olimpiai játékokon
Az 1992. évi nyári olimpiai játékokon a kerékpározás versenyek tíz számból álltak.

## Eseménynaptár
| S | Selejtező | F | 1- 2. Forduló | V | Vigaszág | ¼ | Negyeddöntők | ½ | Elődöntők | D | Döntő |

| július                     | 27 | 28 | 28 | 28 | 29 | 29 | 29 | 30 | 30 | 31 | 31 |
| -------------------------- | -- | -- | -- | -- | -- | -- | -- | -- | -- | -- | -- |
| Férfi egyéni időfutam      | D  |    |    |    |    |    |    |    |    |    |    |
| Férfi egyéni sprint        |    | S  | F  | V  | F  | V  | ¼  | ½  | ½  | D  | D  |
| Női egyéni sprint          |    | S  | F  | V  | ¼  | ¼  | ¼  | ½  | ½  | D  | D  |
| Férfi egyéni üldözőverseny | S  | ¼  | ¼  | ¼  | ½  | D  | D  |    |    |    |    |
| Női egyéni üldözőverseny   |    |    |    |    |    |    |    | S  | ¼  | ½  | D  |
| Férfi csapat üldözőverseny |    |    |    |    |    |    |    | S  | ¼  | ½  | D  |
| Férfi pontverseny          |    | S  | S  | S  |    |    |    |    |    | D  | D  |

| júl./aug.                  | 26 | 2 |
| -------------------------- | -- | - |
| Férfi egyéni mezőnyverseny |    | D |
| Női egyéni mezőnyverseny   | D  |   |
| Férfi csapat időfutam      | D  |   |

## Éremtáblázat
(A rendező ország sportolói eltérő háttérszínnel, az egyes számoszlopok legmagasabb értéke vagy értékei vastagítással kiemelve.)
| Az 1992. évi nyári olimpiai játékok éremtáblázata kerékpározásban | Az 1992. évi nyári olimpiai játékok éremtáblázata kerékpározásban | Az 1992. évi nyári olimpiai játékok éremtáblázata kerékpározásban | Az 1992. évi nyári olimpiai játékok éremtáblázata kerékpározásban | Az 1992. évi nyári olimpiai játékok éremtáblázata kerékpározásban | Olimpia  |
| ----------------------------------------------------------------- | ----------------------------------------------------------------- | ----------------------------------------------------------------- | ----------------------------------------------------------------- | ----------------------------------------------------------------- | -------- |
|                                                                   | Ország                                                            | Arany                                                             | Ezüst                                                             | Bronz                                                             | Összesen |
| 1.                                                                | Németország (GER)                                                 | 4                                                                 | 2                                                                 | 0                                                                 | 6        |
| 2.                                                                | Olaszország (ITA)                                                 | 2                                                                 | 1                                                                 | 0                                                                 | 3        |
| 3.                                                                | Ausztrália (AUS)                                                  | 1                                                                 | 4                                                                 | 0                                                                 | 5        |
| 4.                                                                | Észtország (EST)                                                  | 1                                                                 | 0                                                                 | 0                                                                 | 1        |
| 4.                                                                | Nagy-Britannia (GBR)                                              | 1                                                                 | 0                                                                 | 0                                                                 | 1        |
| 4.                                                                | Spanyolország (ESP)                                               | 1                                                                 | 0                                                                 | 0                                                                 | 1        |
|                                                                   |                                                                   |                                                                   |                                                                   |                                                                   |          |
| 7.                                                                | Hollandia (NED)                                                   | 0                                                                 | 2                                                                 | 2                                                                 | 4        |
| 8.                                                                | Franciaország (FRA)                                               | 0                                                                 | 1                                                                 | 1                                                                 | 2        |
|                                                                   |                                                                   |                                                                   |                                                                   |                                                                   |          |
| 9.                                                                | Egyesült Államok (USA)                                            | 0                                                                 | 0                                                                 | 2                                                                 | 2        |
| 4.                                                                | Belgium (BEL)                                                     | 0                                                                 | 0                                                                 | 1                                                                 | 1        |
| 4.                                                                | Dánia (DEN)                                                       | 0                                                                 | 0                                                                 | 1                                                                 | 1        |
| 4.                                                                | Kanada (CAN)                                                      | 0                                                                 | 0                                                                 | 1                                                                 | 1        |
| 4.                                                                | Lettország (LAT)                                                  | 0                                                                 | 0                                                                 | 1                                                                 | 1        |
| 4.                                                                | Új-Zéland (NZL)                                                   | 0                                                                 | 0                                                                 | 1                                                                 | 1        |
|                                                                   |                                                                   |                                                                   |                                                                   |                                                                   |          |
| Összesen                                                          | Összesen                                                          | 10                                                                | 10                                                                | 10                                                                | 30       |

## Érmesek

### Országúti kerékpározás
| Az 1992. évi nyári olimpiai játékok érmesei országúti kerékpározásban |                                                                                  |                                                                                        | |
| Versenyszám                                                           | Arany                                                                            | Ezüst                                                                                  | Bronz                                                                                              |
| Férfi egyéni mezőnyverseny                                            | Fabio Casartelli · Olaszország (ITA)                                             | Erik Dekker · Hollandia (NED)                                                          | Danis Ozols · Lettország (LAT)                                                                     |
| Női egyéni mezőnyverseny                                              | Kathryn Watt · Ausztrália (AUS)                                                  | Jeannie Longo-Ciprelli · Franciaország (FRA)                                           | Monique Knol · Hollandia (NED)                                                                     |
| Férfi csapat időfutam                                                 | Németország (GER) · Michael Rich · Bernd Dittert · Christian Meyer · Uwe Peschel | Olaszország (ITA) · Andrea Peron · Flavio Anastasia · Luca Colombo · Gianfranco Contri | Franciaország (FRA) · Jean-Louis Harel · Hervé Boussard · Didier Faivre-Pierret · Philippe Gaumont |

### Pálya-kerékpározás
| Az 1992. évi nyári olimpiai játékok érmesei pálya-kerékpározásban | |                                                                                    |                                                                                             |
| Versenyszám                                                       | Arany                                                                                                | Ezüst                                                                              | Bronz                                                                                       |
| Férfi egyéni időfutam (1000 m)                                    | José Moreno · Spanyolország (ESP)                                                                    | Shane Kelly · Ausztrália (AUS)                                                     | Erin Hartwell · Egyesült Államok (USA)                                                      |
| Férfi egyéni sprint                                               | Jens Fiedler · Németország (GER)                                                                     | Gary Neiwand · Ausztrália (AUS)                                                    | Curtis Harnett · Kanada (CAN)                                                               |
| Férfi egyéni üldözőverseny                                        | Chris Boardman · Nagy-Britannia (GBR)                                                                | Jens Lehmann · Németország (GER)                                                   | Gary Anderson · Új-Zéland (NZL)                                                             |
| Férfi csapat üldözőverseny                                        | Németország (GER) · Stefan Steinweg · Andreas Walzer · Guido Fulst · Michael Glöckner · Jens Lehmann | Ausztrália (AUS) · Stuart O’Grady · Brett Aitken · Stephen McGlede · Shaun O'Brien | Dánia (DEN) · Jan Bo Petersen · Michael Sandstød · Ken Frost · Jimmi Madsen · Klaus Nielsen |
| Férfi pontverseny                                                 | Giovanni Lombardi · Olaszország (ITA)                                                                | Léon van Bon · Hollandia (NED)                                                     | Cédric Mathy · Belgium (BEL)                                                                |
| Női egyéni sprint                                                 | Erika Salumäe · Észtország (EST)                                                                     | Annett Neumann · Németország (GER)                                                 | Ingrid Haringa · Hollandia (NED)                                                            |
| Női egyéni üldözőverseny                                          | Petra Rossner · Németország (GER)                                                                    | Kathryn Watt · Ausztrália (AUS)                                                    | Rebecca Twigg · Egyesült Államok (USA)                                                      |